# Gaming and Leisure Properties
Gaming and Leisure Properties, Inc. (GLPI) är ett amerikanskt real estate investment trust (REIT) som äger tomter och egendomar som används av företag inom gästgiveri, hasard- och totalisatorspel.
De har sitt huvudkontor i Wyomissing i Pennsylvania.

## Historik
Den 1 maj 2013 meddelade kasinoföretaget Penn National Gaming att man hade för avsikt att knoppa av allt sitt ägande i tomter och egendomar och föra över dessa till ett REIT med namnet Gaming and Leisure Properties, som var ett nystartat dotterbolag till Penn. Den 1 november knoppades GLPI av officiellt och blev ett självständigt REIT. GLPI tog initialt över 21 av Penns då 29 egendomar. Syftet var främst att ta del av de fördelaktiga skattelagarna som REIT har att tillgå gentemot andra bolagsformer i USA. I april 2016 köpte GLPI kasinoföretaget Pinnacle Entertainments hela fastighetsbestånd och tillhörande tomter för $4,75 miljarder. Den 2 oktober 2018 köpte GLPI tillsammans med Eldorado Resorts Tropicana Entertainment för totalt $1,85 miljarder, där GLPI betalade $1,21 miljarder för tomterna och ägandet av Tropicanas egendomar medan Eldorado betalade $640 miljoner för att driva dem. Direkt efteråt sålde GLPI kasinot Lumière Place Casino i Saint Louis i Missouri till Eldorado för $246 miljoner, en affär som finansierades av GLPI själva. Mindre än två veckor senare, rättare sagt den 15 oktober, meddelade Penn att man officiellt hade förvärvat resten av Pinnacle för $2,8 miljarder med hjälp av konkurrenten Boyd Gaming. Boyd betalade $563,5 miljoner för ta över drifträttigheterna från Pinnacle gällande fyra egendomar, de betalade ytterligare $57,7 miljoner, som finansierades av GLPI, för köpa loss en av dessa. GLPI förvärvade samtidigt egendom och tomt för Plainridge Park Casino i Plainville i Massachusetts från Penn för $250 miljoner.

## Tillgångar

### Ägda
Uppdaterad: 31 december 2018.
|         | Namn                                            | Ort                         | Operatör                      | Antal hotellrum | Spelyta (m2) |
| ------- | ----------------------------------------------- | --------------------------- | ----------------------------- | --------------- | ------------ |
|         | 1st Jackpot Casino Tunica                       | Tunica Resorts, Mississippi | Penn National Gaming          | —               | 4 323        |
|         | Ameristar Black Hawk                            | Black Hawk, Colorado        | Penn National Gaming          | 535             | 5 300        |
|         | Ameristar Council Bluffs                        | Council Bluffs, Iowa        | Penn National Gaming          | 160             | 3 580        |
|         | Ameristar East Chicago                          | East Chicago, Illinois      | Penn National Gaming          | 288             | 5 203        |
|         | Ameristar Kansas City                           | Kansas City, Missouri       | Boyd Gaming                   | 184             | 13 000       |
|         | Ameristar St. Charles                           | Saint Charles, Missouri     | Boyd Gaming                   | 397             | 12 000       |
|         | Ameristar Vicksburg                             | Vicksburg, Mississippi      | Penn National Gaming          | 148             | 6 500        |
|         | Argosy Casino Alton                             | Alton, Illinois             | Penn National Gaming          | —               | 2 100        |
|         | Argosy Casino Riverside                         | Riverside, Missouri         | Penn National Gaming          | 248             | 5 800        |
|         | Belle of Baton Rouge                            | Baton Rouge, Louisiana      | Eldorado Resorts              | 288             | 2 650        |
|         | Belterra Casino Resort                          | Florence, Indiana           | Boyd Gaming                   | 662             | 4 385        |
|         | Boomtown Biloxi                                 | Biloxi, Mississippi         | Penn National Gaming          | —               | N/A          |
|         | Boomtown Bossier City                           | Bossier City, Louisiana     | Penn National Gaming          | 187             | 3 400        |
|         | Boomtown New Orleans                            | Harvey, Louisiana           | Penn National Gaming          | 150             | 2 800        |
|         | Cactus Petes                                    | Jackpot, Nevada             | Penn National Gaming          | 296             | 2 306        |
|         | Casino Queen                                    | East St. Louis, Illinois    | CQ Holdings, Inc.             | 157             | 3 500        |
|         | Hollywood Casino at Charles Town Races          | Charles Town, West Virginia | Penn National Gaming          | 150             | N/A          |
|         | Hollywood Casino at Penn National Race Course   | Grantville, Pennsylvania    | Penn National Gaming          | —               | N/A          |
|         | Hollywood Casino Aurora                         | Aurora, Illinois            | Penn National Gaming          | —               | 4 900        |
|         | Hollywood Casino Baton Rouge                    | Baton Rouge, Louisiana      | Gaming and Leisure Properties | —               | N/A          |
|         | Hollywood Casino Columbus                       | Columbus, Ohio              | Penn National Gaming          | —               | 15 600       |
|         | Hollywood Casino Gulf Coast                     | Bay St. Louis, Mississippi  | Penn National Gaming          | 291             | 3 670        |
|         | Hollywood Casino Hotel & Raceway Bangor         | Bangor, Maine               | Penn National Gaming          | 152             | N/A          |
|         | Hollywood Casino Joliet                         | Joliet, Illinois            | Penn National Gaming          | 100             | 4 600        |
|         | Hollywood Casino Lawrenceburg                   | Lawrenceburg, Indiana       | Penn National Gaming          | 295             | 14 000       |
|         | Hollywood Casino Perryville                     | Perryville, Maryland        | Gaming and Leisure Properties | —               | 7 000        |
|         | Hollywood Casino St. Louis                      | Saint Louis, Missouri       | Penn National Gaming          | 502             | 11 000       |
|         | Hollywood Casino Toledo                         | Toledo, Ohio                | Penn National Gaming          | —               | 11 600       |
|         | Hollywood Casino Tunica                         | Tunica Resorts, Mississippi | Penn National Gaming          | 494             | 5 000        |
|         | Hollywood Gaming at Dayton Raceway              | Dayton, Ohio                | Penn National Gaming          | —               | 17 300       |
|         | Hollywood Gaming at Mahoning Valley Race Course | Youngstown, Ohio            | Penn National Gaming          | —               | 9 300        |
|         | Horseshu Hotel and Casino                       | Jackpot, Nevada             | Penn National Gaming          | N/A             | 279          |
|         | L'Auberge Baton Rouge                           | Baton Rouge, Louisiana      | Penn National Gaming          | 205             | 6 900        |
|         | L'Auberge Lake Charles                          | Lake Charles, Louisiana     | Penn National Gaming          | 995             | N/A          |
|         | M Resort                                        | Henderson, Nevada           | Penn National Gaming          | 390             | 8 500        |
|         | The Meadows Racetrack and Casino                | Washington, Pennsylvania    | Penn National Gaming          | —               | N/A          |
|         | Plainridge Park Casino                          | Plainville, Massachusetts   | Penn National Gaming          | —               | N/A          |
|         | Resorts Casino Tunica                           | Tunica Resorts, Mississippi | Penn National Gaming          | 201             | 3 300        |
|         | River City Casino                               | Lemay, Missouri             | Penn National Gaming          | 200             | 8 400        |
|         | Trop Casino Greenville                          | Greenville, Mississippi     | Eldorado Resorts              | 40              | 2 120        |
|         | Tropicana Atlantic City                         | Atlantic City, New Jersey   | Eldorado Resorts              | 2 366           | 11 699       |
|         | Tropicana Evansville                            | Evansville, Indiana         | Eldorado Resorts              | 338             | 4 200        |
|         | Tropicana Laughlin                              | Laughlin, Nevada            | Eldorado Resorts              | 1 487           | 4 909        |
|         | Zia Park Casino Hotel & Racetrack               | Hobbs, New Mexico           | Penn National Gaming          | N/A             | N/A          |
| Totalt: | Totalt:                                         | Totalt:                     | Totalt:                       | 11 906          | 231 124      |

### Finansierade
GLPI var med och finansierade köpen av tomterna och egendomarna åt ägarna.
Uppdaterad: 31 december 2018.
|         | Namn                                        | Ort                   | Ägare            | Antal hotellrum | Spelyta (m2) |
| ------- | ------------------------------------------- | --------------------- | ---------------- | --------------- | ------------ |
|         | Belterra Park Gaming & Entertainment Center | Cincinnati, Ohio      | Boyd Gaming      | —               | 4 500        |
|         | Lumière Place Casino                        | Saint Louis, Missouri | Eldorado Resorts | 494             | 6 968        |
| Totalt: | Totalt:                                     | Totalt:               | Totalt:          | 494             | 11 468       |